# Sillé-le-Philippe
Sillé-le-Philippe is een gemeente in het Franse departement Sarthe (regio Pays de la Loire) en telt 867 inwoners (1999). De plaats maakt deel uit van het arrondissement Mamers.

## Geografie
De oppervlakte van Sillé-le-Philippe bedraagt 10,6 km², de bevolkingsdichtheid is 81,8 inwoners per km².
De onderstaande kaart toont de ligging van Sillé-le-Philippe met de belangrijkste infrastructuur en aangrenzende gemeenten.

## Demografie
Onderstaande figuur toont het verloop van het inwonertal (bron: INSEE-tellingen).